# Certificate of Merit Medal
La Certificate of Merit Medal (Médaille du certificat du mérite) est une médaille militaire de l’armée américaine utilisée de 1905 à 1918. Elle était destinée à remplacer le plus ancien « Certificate of Merit » qui avait été créé en 1847.
Le certificat originel fut décerné à 539 soldats durant la Guerre américano-mexicaine. Les premiers certificats étaient seulement destinés à récompenser les simples soldats. Ce n’est qu’à partir de 1854 que la décoration fut délivrée aux personnes ayant un grade supérieur ou égal à celui de sergent. Néanmoins, elle ne fut jamais attribué aux officiers.